# Nippon Carbon
Nippon Carbon Co., Ltd. (日本カーボン株式会社 en japonais, souvent abrégé en NCK) est une entreprise industrielle japonaise spécialisée dans le carbone et le graphite. En 2018 elle emploie près de 600 salariés. Elle est cotée à la bourse de Tokyo.

## Histoire
NCK est créée le 20 décembre 1925 à Yokohama. Elle y fabrique alors des électrodes en graphite naturel. Deux ans plus tard, c'est la première entreprise japonaise à produire des pièces en graphite artificiel, technologie qui constitue toujours son activité principale.
En 1962, elle industrialise la première fibre de carbone, sous le nom commercial de « Carbolon », puis en 1983 la première fibre continue de carbure de silicium, sous le nom commercial de « Nicalon ».
Elle est spécialisée dans l'élaboration de graphites de différents grades de pureté, et dans la mise en forme de pièces diverses en graphite (électrodes, feuilles, éléments de four, paliers de pompes, poudres, feutres, fibres, tissus, etc.). Ses principaux clients sont les industriels de la sidérurgie est-asiatiques (électrodes). Ses travaux de recherche et développement lui permettent de proposer plusieurs technologies originales ou peu développées (fibres céramiques en carbure de silicium, composites carbone-carbone, etc.). 

## Implantation
Le siège social de NCK est situé dans le quartier Chuo-ku de Tokyo. La société exploite des usines à Toyama, Shiga, Yamanashi et Shirakawa. Elle dispose de bureaux à Osaka, Nagoya, Séoul et Düsseldorf.

## Filiales consolidées
| Pays    | Filiale                            | Co-actionnaire                           | Activité                                                                                  | Localisation     |
| ------- | ---------------------------------- | ---------------------------------------- | ----------------------------------------------------------------------------------------- | ---------------- |
| Japon   | Nippon Techno Carbon Co., Ltd      | Nippon Steel & Sumikin Chemical Co., Ltd | Produits en carbone ou graphite                                                           | Sendai           |
| Japon   | Tohoku Techno-Carbon Co., Ltd.     | Nippon Steel & Sumikin Chemical Co., Ltd | Produits en carbone ou graphite                                                           | Sendai, Yamagata |
| Japon   | Keihan Tanso Kogyo Co., Ltd.       | Nippon Steel & Sumikin Chemical Co., Ltd | Produits en carbone ou graphite                                                           | Iga              |
| Japon   | Kyushu Tanso Kogyo Co., Ltd.       | Nippon Steel & Sumikin Chemical Co., Ltd | Produits en carbone ou graphite                                                           | Fukuoka          |
| Japon   | Nippon Carbon Engineering Co., Ltd |                                          | Équipements pour la fabrication de produits carbone                                       | Toyama           |
| Japon   | NGS Advanced Fibers Co., Ltd       | General Electric et Safran Ceramics      | Fibres de carbure de silicium                                                             | Toyama           |
| Japon   | Nikka-en Co., Ltd.                 |                                          |                                                                                           | Shiga            |
| Taïwan. | Central Carbon Co., Ltd            |                                          |                                                                                           | Taïwan           |
| Taïwan. | Nippon Kornmeyer Carbon Group GmbH | Kornmeyer Carbon-Group GmbH              | Pièces en graphite et en composites carbone-carbone, isolants à base de feutre de carbone | Windhagen        |